# إبراهيم مسعود (لاعب كرة قدم)
إبراهيم عبد الحليم مسعود لاعب كرة قدم قطري يلعب حالياً في نادي المرخية.

## مسيرة اللاعب
لعب في نادي المرخية ونادي المرخية.

## روابط خارجية
- إبراهيم مسعود على موقع قاعدة بيانات كرة القدم.إي يو (الإنجليزية)
- إبراهيم مسعود على موقع Soccerway.com (الإنجليزية)